# Urzeala tronurilor (serial)
Urzeala tronurilor este un serial de televiziune, fantezie medievală, creat de David Benioff si D.B. Weiss. Este o adaptare a seriei de cărți, Cântec de gheață  si foc, seria de cărți fantastice ale lui George R. R. Martin, prima carte fiind numită Urzeala Tronurilor. Show-ul a fost filmat în Regatul Unit, Canada, Croația, Islanda, Malta, Maroc și Spania. Premiera a avut loc pe HBO în data de 17 aprilie 2011, iar ultimul episod a apărut pe 19 mai 2019, serialul terminându-se cu 8 sezoane și 73 de episoade.
Având loc pe continentele ficționale, Westeros și Essos, Urzeala Tronurilor are mai multe povești si multiple personaje principale, dar urmărește trei fire narative importante. Primul fir narativ este cel al Tronului de Fier al celor Șapte Regate, și urmareste o serie de alianțe si conflicte între nobilele dinastii, fie pentru a câștiga Tronul, fie pentru a fi independente de acesta. Al doilea fir narativ se bazează pe povestea descendentului tărâmurilor, care a fost exilat și care plănuiește reîntoarcerea la tron. Al treilea fir se axează pe Rondul de Noapte, o frăție străveche care asigură apărarea tărâmului împotriva vechilor amenințări ale fioroșilor oameni și ale creaturilor legendare de Dincolo de Zid, și de o iarnă grea care amenință tărâmul.
Urzeala Tronurilor a obținut vizualizări record pe HBO și are un mare numar de fani activi în toată lumea. A fost lăudat de critici, în special pentru actorie, personaje complexe, poveste și calitatea producției, deși folosirea frecventă a scenelor de nuditate și violență au fost criticate.

## Povestea
Inspirat din celebra serie de romane Cântec de gheață și foc de George R. R. Martin, serialul de aventuri Urzeala tronurilor se învârte în jurul Tronului de Fier și al celor șapte regate și familii, printre care proeminente, Stark, Lannister, și Baratheon, pentru Westeros.
Robert Baratheon, rege al ținutului Westeros, îi propune vechiului său prieten, Eddard Stark, să-i fie sfetnic în problemele cele mai delicate. Eddard, suspectând că predecesorul său a fost asasinat, acceptă această provocare, tocmai pentru a putea să-i investigheze moartea.
Familia Lannister, pe de altă parte, dorește tronul și nu se sfiește de la nimic pentru a-l obține.
De cealaltă parte a mării, Viserys și Daenerys Targaryen sunt ultimii din linia Targaryen, după moartea lui Aerys cel Nebun, ucis de Jaime Lannister și al fratelui lor Rhaegar de către Robert Baratheon, soția și copii săi uciși de Gregor Clegane zis și Muntele.

## Teme
Seria este in general apreciata pentru realismului sau asupra lumii Medievale. George R. R. Martin, a facut in asa fel incat seria sa se citeasca mai mult ca fictiune istorica decat ca genul fantastic contemporan, prin mai putin accent pe magie si mai mult pe batalii, intriga politica si pe personaje. Martin a spus ca "adevaratele orori ale istoriei umane nu vin de la orci si Lorzi intunecati, ci de la noi insine".
O tema comuna in genul fantastic este lupta dintre bine si rau, care Martin spune ca nu oglindeste lumea reala. Precum capacitatea oameniilor de a avea si bine, si rau, Martin exploreaza ideea de rascumparare si de schimbare a personajelor. Seria permite audentei sa vada lumea din mai multe puncte de vedere, lucrur rar gasit in serii fantastice, iar acestia care sustin raul pot sa arate partea lor a povestii. 

## Distribuție
- Sean Bean este Eddard „Ned” Stark

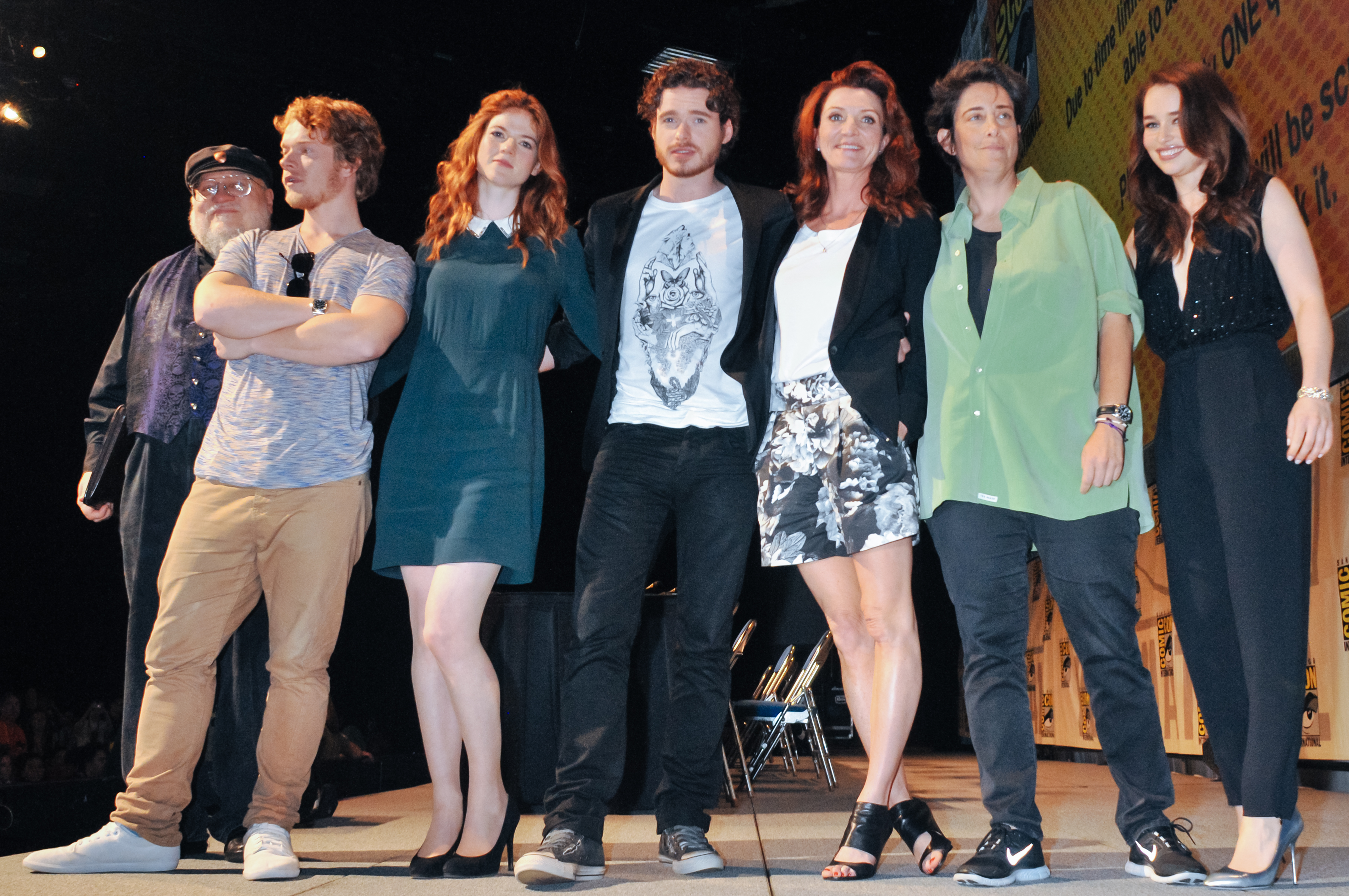
George R. R. Martin alături de o parte din distribuția serialului

- Peter Dinklage este Tyrion Lannister
- Mark Addy este Regele Robert Baratheon
- Nikolaj Coster-Waldau este Ser Jaime Lannister
- Michelle Fairley este Catelyn Stark
- Lena Headey este Cersei Lannister
- Emilia Clarke este Daenerys Targaryen
- Iain Glen este Ser Jorah Mormont
- Aidan Gillen este Petyr „Degețel” Baelish
- Harry Lloyd este Viserys Targaryen
- Kit Harington este Jon Snow
- Jason Momoa este Khal Drogo
- Sophie Turner este Sansa Stark
- Maisie Williams este Arya Stark
- Richard Madden este Robb Stark
- Alfie Allen este Theon Greyjoy
- Isaac Hempstead-Wright este Bran Stark
- Jack Gleeson este Joffrey Baratheon
- Rory McCann este Sandor „Câinele” Clegane

## Audiență
În Statele Unite, serialul s-a bucurat de popularitate mai largă la fiecare sezon:
| Sezon | Sezon | Ep. 1 | Ep. 2 | Ep. 3 | Ep. 4 | Ep. 5 | Ep. 6 | Ep. 7 | Ep. 8 | Ep. 9 | Ep. 10 | Medie |
| ----- | ----- | ----- | ----- | ----- | ----- | ----- | ----- | ----- | ----- | ----- | ------ | ----- |
|       | 1     | 2,22  | 2,20  | 2,44  | 2,45  | 2,58  | 2,44  | 2,40  | 2,72  | 2,66  | 3,04   | 2,52  |
|       | 2     | 3,86  | 3,76  | 3,77  | 3,65  | 3,90  | 3,88  | 3,69  | 3,86  | 3,38  | 4,20   | 3,80  |
|       | 3     | 4,37  | 4,27  | 4,72  | 4,87  | 5,35  | 5,50  | 4,84  | 5,13  | 5,22  | 5,39   | 4,97  |
|       | 4     | 6,64  | 6,31  | 6,59  | 6,95  | 7,16  | 6,40  | 7,20  | 7,17  | 6,95  | 7,09   | 6,84  |
|       | 5     | 8,00  | 6,81  | 6,71  | 6,82  | 6,56  | 6,24  | 5,40  | 7,01  | 7,14  | 8,11   | 6,88  |
|       | 6     | 7,94  | 7,29  | 7,28  | 7,82  | 7,89  | 6,71  | 7,80  | 7,60  | 7,66  | 8,89   | 7,69  |
|       | 7     | 10,11 | 9,27  | 9,25  | 10,17 | 10,72 | 10,24 | 12,10 | —     | —     | —      | 10,26 |
|       | 8     | 11,76 | 10,29 | 12,02 | 11,80 | 12,48 | 13,61 | —     | —     | —     | —      | 11,99 |

## Vezi și
- The Shannara Chronicles